# Igo-1-B
Igo-1-B (Kawasaki Ki-148) – japońska bomba kierowana z napędem rakietowym z okresu II wojny światowej.

## Historia
Bomba została zaprojektowana w zakładach Kawasaki. Jej napęd stanowił silnik rakietowy o ciągu 150 kg z czasem pracy 80 sekund. Głowica zawierała 300 kilogramów materiału wybuchowego. W czasie testów broń była przenoszona przez specjalnie zmodyfikowany bombowiec Kawasaki Ki-48 i radiowo naprowadzana na cel. Zakładano, że w warunkach bojowych będzie do tego używany Kawasaki Ki-102. Testy z rakietą przeprowadzono pod koniec 1944. Zbudowano około 180 rakiet tego typu, ale nie zostały one użyte bojowo.